# 全巨天竺鯛
全巨天竺鯛（學名：Holapogon maximus），為輻鰭魚綱鈎頭魚目天竺鯛科裸天竺鯛屬下的一個種，分布於西印度洋阿曼灣至阿拉伯海南部海域，深度38至100公尺，體長可達25公分，棲息底中層水域，夜間活動，屬肉食性，繁殖期時，雄魚具有口孵習性，卵約7日化成仔魚，由雄魚吐出，具短暫的仔魚飄浮期，生活習性不明。